# سدلتس (ناحیه ملادا بولسلاف)
سدلتس (به چکی: Sedlec) یک منطقهٔ مسکونی در جمهوری چک است که در ناحیه ملادا بولسلاو واقع شده‌است.